# 矢場川
矢場川(やばがわ)は、栃木・群馬両県境付近を流れる利根川水系渡良瀬川支流の一級河川である。

## 地理
太田市市場町字八幡林を源に発し、以降、足利市を流れる（上流部）。
さらにその後は栃木・群馬両県境を流れ邑楽町大字藤川付近で藤川を、館林市木戸町付近で多々良川を併せ、同市下早川田町付近（高橋大橋付近）で渡良瀬川へ合流する。

## 歴史
戦国時代後期までは、矢場川の河道が渡良瀬川の本流だった（上野国と下野国の国境となっていた）。
また元は館林市木戸からは板倉町へ向けて東南東へ流れていたが、工事により付替えられ、現在の渡良瀬川へ合流することとなった（それに合わせて、この部分の国境が変更された）。

## 支流
- 藤川
- 多々良川
- 姥川

## 流域市町村
栃木県
- 足利市

群馬県
- 太田市
- 邑楽町
- 館林市

## 橋梁
上流より記載
- 矢場川橋（栃木県道・群馬県道5号足利太田線）
- 名称不明
- 東武伊勢崎線
- 飯堀橋
- 名称不明
- 大町橋
- 名称不明
- 南大町橋
- 矢場川橋（国道50号）
- 後橋
- 堀里橋
- 名称不明
- 名称不明
- 新宿橋（栃木県道・群馬県道128号佐野太田線）
- 両毛橋（栃木県道・群馬県道38号足利千代田線）
- 円済橋
- 名称不明
- 名称不明
- 後河原橋（群馬県道・栃木県道152号赤岩足利線）
- 荒金橋
- 足利島橋
- 旭橋
- 東下河原橋
- 押切橋（栃木県道・群馬県道・埼玉県道20号足利邑楽行田線）
- 金塚橋
- 下ノ宮橋
- 小曽根橋（群馬県道・栃木県道278号中野福居線）
- 平成橋
- 鶉橋
- 東武伊勢崎線
- 八幡橋（栃木県道・群馬県道148号野田多々良停車場線）
- 足森橋
- 落合橋（栃木県道・群馬県道8号足利館林線）
- 明陸橋
- 新明陸橋（栃木県道・群馬県道223号寺岡館林線）
- 名称不明（矢場川水門）
- 渡良瀬大橋（栃木県道・群馬県道・埼玉県道7号佐野行田線）
- 渡良瀬川橋梁（東武佐野線）
  - 新明陸橋から東武佐野線の渡良瀬川橋梁の間は背割堤を挟んで渡良瀬川とほぼ並行して流れている。